# Гергана Кофарджиева
Гергана Бойкова Кофарджиева е българска актриса.

## Биография
Родена е на 3 май 1932 г. в Камено. През 1956 г. завършва актьорско майсторство за драматичен театър във ВИТИЗ „Кръстьо Сарафов“ в класа на проф. Желчо Мандаджиев.
Дебютира в ролята на Турандот в „Принцеса Турандот“ от Карло Гоци на сцената на Драматичен театър – Враца. Работи в драматичните театри във Враца (1956 – 1958), Пловдив (1958 – 1964), Варна (1964 – 1966), Театър на поезията и естрадата (1966 – 1969), Театър „София“ (1969 – 1991).
Участва във филма „HDSP: Лов на дребни хищници“ на режисьора Цветодар Марков в ролята на Госпожата.
Номинирана е за наградата на Съюза на артистите в България „Икар“ 2011 за поддържаща женска роля и награда Аскеер за поддържаща женска роля и е носител на редица национални награди.
До смъртта му през 1982 г. е омъжена за режисьора Любен Гройс.
Гергана Кофарджиева-Гройс умира на 88 години на 8 февруари 2021 г.